# پاتراس

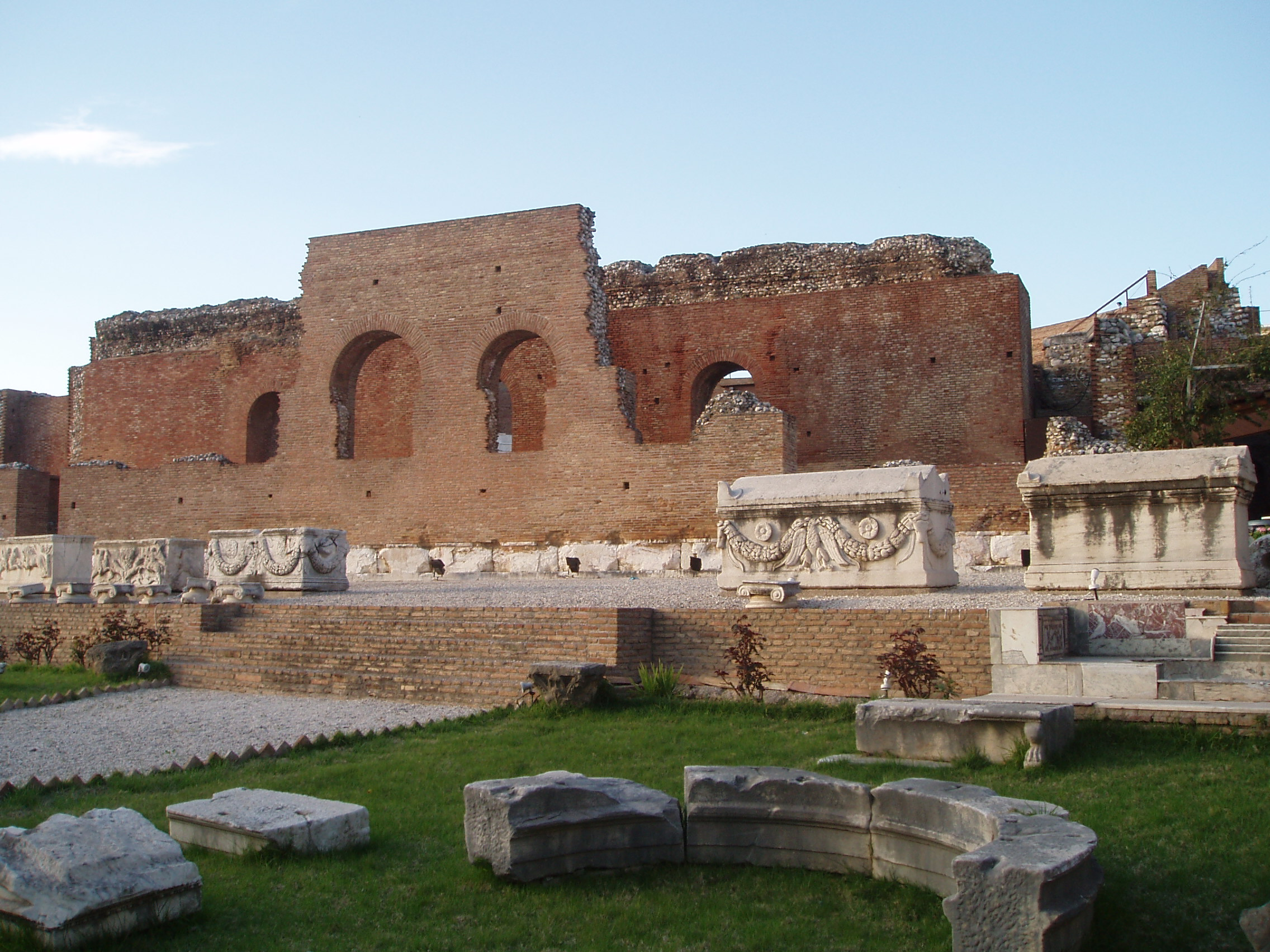
پاتراس از شهرهای تاریخی یونان محسوب می‌گردد.

پاتراس (به یونانی: Πάτρα) نام شهری است دز استان آشای در جنوب کشور یونان که در منطقه پلوپونز آن کشور قرار دارد. این شهر با جمعیت ۱۷۰۰۰۰ نفر در سال ۲۰۰۱ سومین شهر بزرگ یونان و بزرگترین شهر پلوپونز است. پاتراس یکی از بندرهای‌های بزرگ یونان غربی می‌باشد؛ از بندر کشتی تجاری به مقصد جزایر شمال غربی یونان و بندرهای ایتالیایی می‌روند. پاتراس یکی از شهرهای صنعتی و یکی از مناطق فقیر یونان می‌باشد.

## پیشینه
این شهر در قدیم زیر دست کلیسای اداره می‌شده است. روحانی پاتراسی به نام ژرمانوس در سال ۱۸۲۱ در جنگ استقلال یونان در این شهر نقش مؤثر داشت.

## مدیرت شهری
شهردار این شهر، آندرآس فواراس عضو PASOK(چپ سوسیالیستی) می‌باشد. پاتراس مرکز فرمانداری آشای می‌باشد.

## مناطق دیدنی
این شهر دارای دو محله بزرگ می‌باشد:
- شهر قدیم، نزدیک قلعه
- شهر پاثئن؛ نزدیک به بندگاه و مغازه‌های تجاری

## افراد مشهور
- کوستیس پالاماس؛ شاعر؛ متولد پاتراس در سال ۱۸۵۹

## شهرهای خواهر
- سن اتین؛ فرانسه
- باری؛  ایتالیا
- در تاریخ ۸ ژوئن ۲۰۰۸ وقوع یک زلزله شدید به قدرت ۶٫۵ ریشتر، در نزدیکی شهر پاتراس، موجب خسارات مالی و جانی شد.[۱]